# Ковиље (Ивањица)
Ковиље је насеље у Србији у општини Ивањица у Моравичком округу. Према попису из 2022. било је 11 становника (према попису из 1991. било је 34 становника).
Овде се налази Манастир Ковиље и Основна школа „Светозар Марковић”.

## Демографија
У насељу Ковиље живи 14 пунолетних становника, а просечна старост становништва износи 49,0 година (49,9 код мушкараца и 47,9 код жена). У насељу има 8 домаћинстава, а просечан број чланова по домаћинству је 1,88.
Ово насеље је у потпуности насељено Србима (према попису из 2002. године), а у последња три пописа, примећен је пад у броју становника.
|  |

| Демографија | Демографија | Демографија |
| Година      | Становника  | Становника  |
| ----------- | ----------- | ----------- |
| 1948.       | 3           |             |
| 1953.       | 18          |             |
| 1961.       | 45          |             |
| 1971.       | 40          |             |
| 1981.       | 38          |             |
| 1991.       | 34          | 34          |
| 2002.       | 15          | 15          |

| Етнички састав према попису из 2002.‍ | Етнички састав према попису из 2002.‍ | Етнички састав према попису из 2002.‍ | Етнички састав према попису из 2002.‍ | Етнички састав према попису из 2002.‍ |
| ------------------------------------ | ------------------------------------ | ------------------------------------ | ------------------------------------ | ------------------------------------ |
|                                      |                                      |                                      |                                      |                                      |
| Срби                                 | Срби                                 |                                      | 15                                   | 100,0%                               |
| непознато                            | непознато                            |                                      | 0                                    | 0,0%                                 |

| Година пописа     | 1948. | 1953. | 1961. | 1971. | 1981. | 1991. | 2002. |
| ----------------- | ----- | ----- | ----- | ----- | ----- | ----- | ----- |
| Број домаћинстава | 1     | 5     | 15    | 19    | 15    | 14    | 8     |

| Број чланова      | 1 | 2 | 3 | 4 | 5 | 6 | 7 | 8 | 9 | 10 и више | Просек |
| ----------------- | - | - | - | - | - | - | - | - | - | --------- | ------ |
| Број домаћинстава | 4 | 2 | 1 | 1 | 0 | 0 | 0 | 0 | 0 | 0         | 1,88   |

| Пол    | Укупно | Неожењен/Неудата | Ожењен/Удата | Удовац/Удовица | Разведен/Разведена | Непознато |
| ------ | ------ | ---------------- | ------------ | -------------- | ------------------ | --------- |
| Мушки  | 7      | 2                | 4            | 0              | 1                  | 0         |
| Женски | 7      | 2                | 4            | 1              | 0                  | 0         |
| УКУПНО | 14     | 4                | 8            | 1              | 1                  | 0         |

| Пол    | Укупно                    | Пољопривреда, лов и шумарство | Рибарство                            | Вађење руде и камена | Прерађивачка индустрија       |
| ------ | ------------------------- | ----------------------------- | ------------------------------------ | -------------------- | ----------------------------- |
| Мушки  | 4                         | 1                             | 0                                    | 0                    | 0                             |
| Женски | 4                         | 1                             | 0                                    | 0                    | 0                             |
| УКУПНО | 8                         | 2                             | 0                                    | 0                    | 0                             |
| Пол    | Производња и снабдевање   | Грађевинарство                | Трговина                             | Хотели и ресторани   | Саобраћај, складиштење и везе |
| Мушки  | 0                         | 0                             | 0                                    | 0                    | 0                             |
| Женски | 0                         | 0                             | 0                                    | 0                    | 0                             |
| УКУПНО | 0                         | 0                             | 0                                    | 0                    | 0                             |
| Пол    | Финансијско посредовање   | Некретнине                    | Државна управа и одбрана             | Образовање           | Здравствени и социјални рад   |
| Мушки  | 0                         | 0                             | 0                                    | 2                    | 0                             |
| Женски | 0                         | 0                             | 0                                    | 3                    | 0                             |
| УКУПНО | 0                         | 0                             | 0                                    | 5                    | 0                             |
| Пол    | Остале услужне активности | Приватна домаћинства          | Екстериторијалне организације и тела | Непознато            | Непознато                     |
| Мушки  | 1                         | 0                             | 0                                    | 0                    | 0                             |
| Женски | 0                         | 0                             | 0                                    | 0                    | 0                             |
| УКУПНО | 1                         | 0                             | 0                                    | 0                    | 0                             |